# Circuito di Anderstorp
Il circuito di Anderstorp (conosciuto anche come Scandinavian Raceway) è un autodromo che si sviluppa sul sedime dell'aeroporto del villaggio di Anderstorp, nel comune di Gislaved (contea di Jönköping), circa 150 km a sud di Göteborg, in Svezia. Era il più moderno autodromo della Scandinavia e ha ospitato tutte le sei edizioni del Gran Premio di Svezia di Formula 1 (dal 1973 al 1978), diciassette del Gran Premio di Svezia del Motomondiale (dal 1971 al 1977 e dal 1981 al 1990) e due del Gran Premio di superbike di Anderstorp (nel 1991 e 1993).

## Storia
Inaugurato il 18 giugno 1968, il circuito era lungo 4.018 metri ed era costruito utilizzando le infrastrutture del piccolo aeroporto locale. Due erano le caratteristiche particolari che riguardavano i box di questo tracciato: fino agli anni novanta erano posti lontano dalla linea dell'arrivo e le vetture vi entravano dal retro per uscirvi dal davanti. Successivamente, in occasione dei lavori di ammodernamento delle infrastrutture dell'autodromo, tale caratteristica è scomparsa: ora il traguardo è sul breve rettilineo dei box, poco prima del rettilineo più lungo. A seguito della morte dell'idolo locale Ronnie Peterson nel Gran Premio d'Italia 1978, la Svezia decise di vietare le gare di Formula 1 sul suo territorio nazionale e quindi il tracciato venne abbandonato dalla massima serie automobilistica. L'impianto ha però continuato a funzionare, ospitando ancora il Motomondiale per un'altra decina di anni, con l'ultima gara iridata disputatasi nel 1990. Il circuito ha nel frattempo ospitato regolarmente varie gare del campionato turismo nel corso degli anni. Nel 2007 vi si è corsa una prova del WTCC, in sostituzione del Circuito di Istanbul, ma nel 2008 il circuito svedese è stato rimpiazzato dall'autodromo di Imola.

## Descrizione

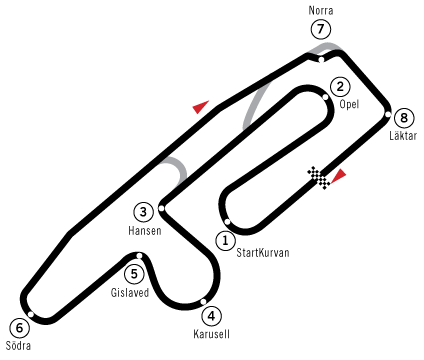
Il tracciato con la "chicane Norra" al posto della curva originale utilizzata nel 1974

La configurazione di 4.018 metri utilizzata nel 1973 e dal 1975 al 1977

Il circuito era caratterizzato da un unico vero e proprio allungo di circa 800 metri in corrispondenza della pista d'atterraggio dell'aeroporto. In questo tratto la sede stradale era molto ampia, poiché veniva utilizzata tutta la larghezza del nastro d'asfalto usato dagli aerei. Al termine di questo rettilineo, dopo una leggera piega a destra che portava i concorrenti fuori dalla pista di atterraggio, vi era una veloce curva a destra chiamata Norra (svedese: Nord), che su richiesta dei piloti della massima serie automobilistica venne sostituita nel 1974 da una chicane, che tuttavia non modificò la lunghezza del tracciato. C'è da notare che il Motomondiale non ne faceva uso, nonostante la via di fuga praticamente inesistente e la conseguente presenza di reti che servivano ad "acchiappare" i piloti che fossero finiti fuoristrada, come capitò a Giacomo Agostini e Barry Sheene nel 1974. A partire dalla stagione 1978 questa chicane provvisoria è stata rimossa a seguito della decisione di procedere alla riprofilatura della Norra per motivi di sicurezza, insieme ad altri interventi alle barriere, che ne hanno garantito l'omologazione per la Formula 1 fino al 1981. La veloce curva venne rallentata e trasformata in una secca curva a 90 gradi, con conseguente ampliamento della via di fuga e modifica della lunghezza del tracciato, portato a 4.025 metri. Un'altra peculiarità del tracciato è la presenza di curve con una marcata sopraelevazione (tra cui la Startkurvan e le curve Opel e Karusell, quest'ultima chiaro richiamo all'omonima curva del Nürburgring), simili a quelle dell'ormai demolito North Loop del Circuito di Assen, una caratteristica poco diffusa sugli autodromi ricavati da aeroporti, che di norma hanno un profilo trasversale delle curve completamente piatto, come il terreno su cui sorgono.

## Albo d'oro della Formula 1
| Anno | Pilota          | Scuderia |
| ---- | --------------- | -------- |
| 1973 | Denny Hulme     | McLaren  |
| 1974 | Jody Scheckter  | Tyrrell  |
| 1975 | Niki Lauda      | Ferrari  |
| 1976 | Jody Scheckter  | Tyrrell  |
| 1977 | Jacques Laffite | Ligier   |
| 1978 | Niki Lauda      | Brabham  |

### Vittorie per pilota
| Vittorie | Pilota          | Anno(i)/Vettura             |
| -------- | --------------- | --------------------------- |
| 2        | Jody Scheckter  | 1974/Tyrrell - 1976/Tyrrell |
| 2        | Niki Lauda      | 1975/Ferrari - 1978/Brabham |
| 1        | Denny Hulme     | 1973/McLaren                |
| 1        | Jacques Laffite | 1977/Ligier                 |

### Vittorie per scuderia
| Vittorie | Scuderia | Anno(i)/Pilota                            |
| -------- | -------- | ----------------------------------------- |
| 2        | Tyrrell  | 1974/Jody Scheckter - 1976/Jody Scheckter |
| 1        | McLaren  | 1973/Denny Hulme                          |
| 1        | Ferrari  | 1975/Niki Lauda                           |
| 1        | Ligier   | 1977/Jacques Laffite                      |
| 1        | Brabham  | 1978/Niki Lauda                           |